# قلعه کرسهلما

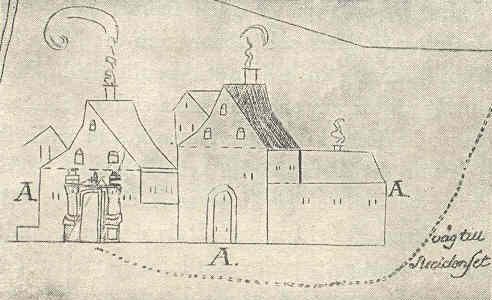

قلعه کُرسهُلما (فنلاندی: Korsholman linna، سوئدی: Korsholms slott، همچنین به عنوان کرایسبری شناخته می‌شود) یک قلعه قرون وسطایی در واسا، فنلاند بود.
کُرسهُلما احتمالاً در دهه ۱۳۷۰ ساخته شده‌است. این احتمال وجود دارد که قلعه هرگز بیش از یک استحکامات چوبی نبوده که توسط یک خندق احاطه شده‌است. در پایان قرن هجدهم، کُرسهُلما به ویرانه‌ای تبدیل شده بود و ساختمان‌های جدید ساخته شده بقایای این بنای قرون وسطایی را از بین برده بود. امروزه تنها تپه ای کم ارتفاع از قلعه باقی مانده‌است.
قلعه کُرسهُلما به عنوان یکی از پایگاه‌های دزدان دریایی بدنام برادران ویتالیان شناخته می‌شد که منطقه دریای بالتیک را در قرون وسطی به وحشت انداخته بودند. یکی از روسای دزدان دریایی زیر مجموعه برادران ویکتوال، اوته فون پکاتل، ظاهراً تا زمان مرگش بر قلعه حکومت می‌کرد.